# Гипоталамо-гипофизарная система
Гипоталамо-гипофизарная система — объединение структур гипофиза и гипоталамуса, выполняющее функции как нервной системы, так и эндокринной. Наряду с нейрогуморальными структурами коры головного мозга, является одним из главных регуляторных образований, обеспечивающих развитие и функционирование всех регуляторных систем организма, таких как репродуктивная, надпочечниковая, тиреоидная и система регуляции углеводного обмена.
Гипоталамо-гипофизарная система состоит из ножки гипофиза, начинающейся в вентромедиальной области гипоталамуса, и трёх долей гипофиза: аденогипофиз (передняя доля), нейрогипофиз (задняя доля) и вставочная доля гипофиза. Работа всех трёх долей управляется гипоталамусом с помощью особых нейросекреторных клеток. Эти клетки выделяют специальные гормоны — рилизинг-гормоны, а также гормоны «задней доли» — окситоцин и вазопрессин.

## Строение

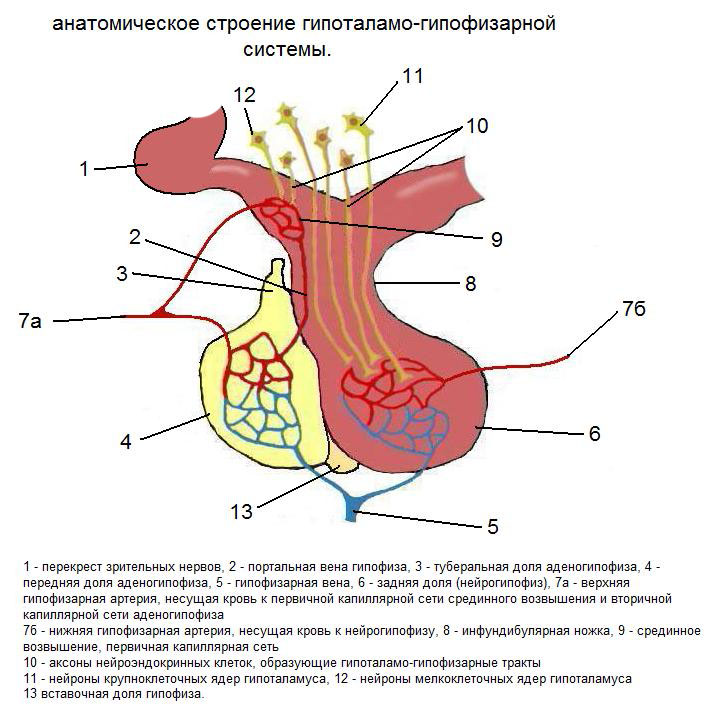

Существует два типа рилизинг-факторов:
- освобождающие — либерины (под их действием клетки аденогипофиза выделяют гормоны)
- останавливающие — статины (под их действием секреция гормонов аденогипофиза прекращается)

Гормоны задней доли гипофиза (нейрогипофиза) секретируются пептидохолинэргическими (крупноклеточными) нейросекреторными клетками супраорбитального ядра (в нём вырабатывается преимущественно вазопрессин) и центральной части паравентрикулярного ядра (преимущественно окситоцин).
Окситоцин и вазопрессин транспортируется в нейрогипофиз по их аксонам, которые образуют гипоталамонейрогипофизарный тракт. На конце аксонов имеются тельца Херринга, которые образуют синапсы с кровеносными капиллярами, откуда гормоны разносятся по организму.
Эти синапсы называются нейрогемальными. В нейрогипофизе гормоны не образуются, а только накапливаются и активируются.

## Гормоны гипоталамо-гипофизарной системы
Под влиянием того или иного типа воздействия гипоталамуса, доли гипофиза выделяют различные гормоны, управляющие работой почти всей эндокринной системы человека. Исключение составляет поджелудочная железа и мозговая часть надпочечников. У них есть своя собственная система регуляции.

### Гормоны передней доли гипофиза

#### Соматотропин
Соматотропин (СТГ) обладает анаболическим воздействием, следовательно, как любой анаболик, СТГ усиливает процессы синтеза (в особенности — белкового). Поэтому соматотропин называют часто «гормоном роста». При нарушении секреции соматотропина возникает три типа патологий:
1. При снижении концентрации соматотропина человек развивается нормально, однако его рост не превышает 120 см — «гипофизарный нанизм». Такие люди (гормональные карлики) способны к деторождению и их гормональный фон не сильно нарушен.
2. При повышении концентрации соматотропина человек так же развивается нормально, однако его рост превышает 195 см. Такая патология называется «гигантизм» В период пубертата (период активирования половой системы, начинающийся примерно в 11-13 лет. У юношей пубертат наступает на два года позже чем у девушек, чей гормональный скачок в отличие от юношей плавный и спад его довольно быстрый.) сильно увеличивается мышечная масса, следовательно увеличивается число капилляров. Сердце же не способно к такому быстрому росту. Из-за такого несоответствия возникают патологии.
3. После 20 лет выработка соматотропина снижается, следовательно и формирование хрящевой ткани (как один из аспектов роста) замедляется и уменьшается. Поэтому костная ткань потихоньку «съедает» хрящевую ткань, следовательно кости некуда расти, кроме как в диаметре. Если выработка соматотропина не прекращается после 20, то кости начинают расти в диаметре. За счёт такого утолщения кости утолщаются например пальцы, и из-за этого утолщения они почти теряют подвижность. При этом соматотропин так же стимулирует выработку соединительной ткани, вследствие чего увеличиваются губы, нос, ушные раковины, язык и т. д. Эта патология называется «акромегалия».

#### Тиреотропин
Мишенью тиреотропина (ТТГ) является щитовидная железа. Он регулирует рост щитовидной железы и выработку её основного гормона — тироксина (Т4). Пример действия рилизинг-фактора: Тироксин необходим для повышения эффективности кислородного дыхания, для тироксина нужен тиреотропин, а для тиреотропина нужен тиреолиберин, который является рилизинг-фактором тиреотропина.

#### Гонадотропины
Название гонадотропины (ГТ) обозначает два разных гормона — фолликулостимулирующий гормон (ФСГ) и лютеинизирующий гормон (ЛГ). Они регулируют деятельность половых желез — гонад. Как и другие тропные гормоны, гонадотропины в первую очередь влияют на эндокринные клетки гонад, регулируя выработку половых гормонов. Кроме того, они оказывают влияние на созревание гамет, менструальный цикл и связанные с ним физиологические процессы.

#### Кортикотропные гормоны
Мишень КТ — кора надпочечников. Следует отметить, что паращитовидная железа регулирует минеральный обмен (с помощью парат-гормона), как и кора надпочечников, так что можно поставить регуляцию только на кору надпочечников, а паращитовидная железа автоматически будет работать в соответствии с корой надпочечников.

### Гормоны задней доли гипофиза

#### Антидиуретический гормон
Основная его задача — уменьшение выделения мочи при следующих условиях:
- Нехватка воды
- Обильное потоотделение
- Высокая температура
- Потребление большого количества соли
- Большая кровопотеря

#### Окситоцин
Этот гормон регулирует сокращение мускулатуры матки при родах, а также размер и функционирование молочных желез.